# 薛英
薛英（1452年—？），字朝英，直隸蘇州府長洲縣人，民籍，明朝政治人物。

## 生平
成化十六年（1480年）庚子科應天府鄉試第八十七名舉人。成化十七年（1481年）中式辛丑科會試第六十一名，二甲第十四名進士。歷官员外郎，弘治元年（1488年）三月考察降调，歷任江西饶州府同知，十三年七月升四川按察司佥事。

## 家族
曾祖薛昌；祖父薛瑗；父薛深，母尤氏。